# Joseph-Marie Boucher
Pour les articles homonymes, voir Boucher et Joseph Boucher.
Joseph-Marie Boucher (23 septembre 1829, Sizun - 28 mars 1907, Landerneau) est un homme politique français.

## Biographie
Joseph Marie Boucher est le fils de Gabriel Boucher, fabricant de toile à Sizun, juge de paix, et d'Anne Pouliquen. Marié à Marie Aimée Louise Picaud, fille de Louis Jean Marie Picaud, notaire, et d'Anne Françoise Aimée Dronniou, il est le beau-père de Louis Le Guillou de Penanros et de l'industriel conserveur Robert Chancerelle.
Notaire à Landerneau, il est d'abord délégué cantonal et adjoint au maire en 1858, membre de l'Association bretonne depuis 1874, puis conseiller général du canton de Landerneau depuis le 9 mars 1879. Il est vice-président de la section agriculture au congrès de l'Association bretonne à Landerneau en 1879.
Le 4 octobre 1885 il a été élu député du Finistère, le 8e sur 10 de la liste conservatrice, par 61 303 voix sur 121 966 votants et 167 617 inscrits. Il siège à droite, et vote avec les monarchistes. Dans la dernière session, il s'est prononcé :
- contre le rétablissement du scrutin uninominal (12 février 1889),
- pour l'ajournement indéfini de la révision de la Constitution (14 février, chute du ministère Floquet),
- contre les poursuites contre trois députés membre de la Ligue des patriotes (14 mars),
- contre le projet de loi Lisbonne restrictif de la liberté de la presse (2 avril),
- contre les poursuites contre le général Boulanger (4 avril).

Réélu aux élections générales du 22 septembre 1889 ; au premier tour de scrutin, il siégea dans, diverses commissions et rapporta plusieurs projets de loi d'intérêt local ; et en 1893 ; il prit part à la discussion du projet de loi tendant à modifier les circonscriptions électorales.
Il ne se représenta pas aux élections générales de 1893 et se retira à Landerneau où il mourut le 28 mars 1907 à 78 ans.

## Mandats à l'Assemblée nationale ou à la Chambre des députés
- 04/10/1885 - 11/11/1889  : Finistère - Union des Droites
- 22/09/1889 - 14/10/1893  : Finistère - Union des Droites

## Sources
- « Joseph-Marie Boucher », dans le Dictionnaire des parlementaires français (1889-1940), sous la direction de Jean Jolly, PUF, 1960 [détail de l’édition]
- René Kerviler, Répertoire général de bio-bibliographie bretonne Livre premier, Les Bretons. T. 5, BOU-BOURD
- Adolphe Robert et Gaston Cougny, Biographie extraite du dictionnaire des parlementaires français de 1789 à 1889